# Spencer Weir-Daley
Spencer Weir-Daley (Leicester, 5 settembre 1985) è un calciatore montserratiano con cittadinanza britannica, attaccante degli Anstey Nomads.

## Carriera

### Club
Ha iniziato la carriera giocando nella terza divisione inglese con il Nottingham Forest, che successivamente l'ha anche ceduto in prestito in quarta divisione prima al Macclesfield Town e poi al Lincoln City, per poi cederlo sempre con la medesima formula (ma questa volta in terza divisione) al Bradford City. Ha poi trascorso due stagioni (la prima delle quali giocando stabilmente da titolare) in quarta divisione al Notts County. Negli anni seguenti ha poi continuato a giocare in vari campionati al di fuori della Football League (ovvero dalla quinta divisione inglese in giù).

### Nazionale
Nel 2015 ha esordito in nazionale.

## Statistiche

### Cronologia presenze e reti in nazionale
| Cronologia completa delle presenze e delle reti in nazionale ― Montserrat | Cronologia completa delle presenze e delle reti in nazionale ― Montserrat | Cronologia completa delle presenze e delle reti in nazionale ― Montserrat | Cronologia completa delle presenze e delle reti in nazionale ― Montserrat | Cronologia completa delle presenze e delle reti in nazionale ― Montserrat | Cronologia completa delle presenze e delle reti in nazionale ― Montserrat | Cronologia completa delle presenze e delle reti in nazionale ― Montserrat | Cronologia completa delle presenze e delle reti in nazionale ― Montserrat |
| Data                                                                      | Città                                                                     | In casa                                                                   | Risultato                                                                 | Ospiti                                                                    | Competizione                                                              | Reti                                                                      | Note                                                                      |
| ------------------------------------------------------------------------- | ------------------------------------------------------------------------- | ------------------------------------------------------------------------- | ------------------------------------------------------------------------- | ------------------------------------------------------------------------- | ------------------------------------------------------------------------- | ------------------------------------------------------------------------- | ------------------------------------------------------------------------- |
| 28-3-2015                                                                 | Willemstad                                                                | Curaçao                                                                   | 2 – 1                                                                     | Montserrat                                                                | Qual. Mondiali 2018                                                       | -                                                                         | 77’                                                                       |
| 1-4-2015                                                                  | Lookout                                                                   | Montserrat                                                                | 2 – 2                                                                     | Curaçao                                                                   | Qual. Mondiali 2018                                                       | -                                                                         | 70’                                                                       |
| 9-9-2018                                                                  | Lookout                                                                   | Montserrat                                                                | 1 – 2                                                                     | El Salvador                                                               | CONCACAF Nations League 2019-2020 - Qualificazioni                        | -                                                                         | 63’                                                                       |
| 15-10-2018                                                                | Lookout                                                                   | Montserrat                                                                | 1 – 0                                                                     | Belize                                                                    | CONCACAF Nations League 2019-2020 - Qualificazioni                        | 1                                                                         |                                                                           |
| 17-11-2018                                                                | Willemstad                                                                | Aruba                                                                     | 0 – 2                                                                     | Montserrat                                                                | CONCACAF Nations League 2019-2020 - Qualificazioni                        | 1                                                                         |                                                                           |
| 23-3-2019                                                                 | George Town                                                               | Isole Cayman                                                              | 1 – 2                                                                     | Montserrat                                                                | CONCACAF Nations League 2019-2020 - Qualificazioni                        | -                                                                         | 62’                                                                       |
| 7-9-2019                                                                  | Lookout                                                                   | Montserrat                                                                | 2 – 1                                                                     | Rep. Dominicana                                                           | CONCACAF Nations League 2019-2020 - Fase a gironi                         | -                                                                         |                                                                           |
| 10-9-2019                                                                 | Lookout                                                                   | Montserrat                                                                | 1 – 1                                                                     | Saint Lucia                                                               | CONCACAF Nations League 2019-2020 - Fase a gironi                         | 1                                                                         |                                                                           |
| 13-10-2019                                                                | Lookout                                                                   | Montserrat                                                                | 0 – 2                                                                     | El Salvador                                                               | CONCACAF Nations League 2019-2020 - Fase a gironi                         | -                                                                         | 70’                                                                       |
| 15-10-2019                                                                | Santo Domingo                                                             | Rep. Dominicana                                                           | 0 – 0                                                                     | Montserrat                                                                | CONCACAF Nations League 2019-2020 - Fase a gironi                         | -                                                                         | 66’                                                                       |
| 17-11-2019                                                                | San Salvador                                                              | El Salvador                                                               | 1 – 0                                                                     | Montserrat                                                                | CONCACAF Nations League 2019-2020 - Fase a gironi                         | -                                                                         | 55’                                                                       |
| 19-11-2019                                                                | Gros Islet                                                                | Saint Lucia                                                               | 0 – 1                                                                     | Montserrat                                                                | CONCACAF Nations League 2019-2020 - Fase a gironi                         | -                                                                         | 80’                                                                       |
| 24-3-2021                                                                 | Willemstad                                                                | Antigua e Barbuda                                                         | 2 – 2                                                                     | Montserrat                                                                | Qual. Mondiali 2022                                                       | -                                                                         | 45’                                                                       |
| 3-7-2021                                                                  | Fort Lauderdale                                                           | Trinidad e Tobago                                                         | 6 – 1                                                                     | Montserrat                                                                | Qual. Gold Cup 2021                                                       | -                                                                         | 45’                                                                       |
| 5-6-2022                                                                  | Santo Domingo                                                             | Montserrat                                                                | 1 – 2                                                                     | Guyana                                                                    | CONCACAF Nations League 2022-2023 - Fase a gironi                         | -                                                                         | 68’                                                                       |
| 7-6-2022                                                                  | Santo Domingo                                                             | Haiti                                                                     | 3 – 2                                                                     | Montserrat                                                                | CONCACAF Nations League 2022-2023 - Fase a gironi                         | -                                                                         | 45’                                                                       |
| 25-3-2023                                                                 | Lookout                                                                   | Montserrat                                                                | 0 – 4                                                                     | Haiti                                                                     | CONCACAF Nations League 2022-2023 - Fase a gironi                         | -                                                                         | 74’                                                                       |
| 29-3-2023                                                                 | Saint Michael                                                             | Guyana                                                                    | 0 – 0                                                                     | Montserrat                                                                | CONCACAF Nations League 2022-2023 - Fase a gironi                         | -                                                                         | 90’                                                                       |
| Totale                                                                    |                                                                           | Presenze                                                                  | 18                                                                        |                                                                           | Reti                                                                      | 3                                                                         |                                                                           |

## Palmarès

### Club

#### Competizioni nazionali
- Southern Football League: 1

Corby Town: 2014-2015

#### Competizioni regionali
- Southern Football League Division One Central: 1

Peterborough Sports: 2018-2019